# Aleksandr Frolov (företagsledare)
Aleksandr Vladimirovitj Frolov, ryska: Александр Владимирович Фролов, född 17 maj 1964, är en rysk företagsledare som är medgrundare, delägare (10,45%) och VD för stål- och gruvföretaget Evraz plc. Han har tidigare varit bland annat finansdirektör mellan 2002 och 2004. Den amerikanska ekonomitidskriften Forbes rankar Frolov till att vara världens 915:e rikaste med en förmögenhet på $2,5 miljarder för den 15 oktober 2018.
Han avlade filosofie doktor i fysik och matematik vid Moskovskij Fieiko-Technitjeskij Institut.